# Douglas C-1
Douglas C-1 – amerykański samolot transportowy z lat 20. XX wieku, pierwszy samolot Korpusu Powietrznego Armii Stanów Zjednoczonych noszący oznaczenie C ("cargo" – transportowy), wcześniejsze samoloty transportowe USAAC nosiły oznaczenie T ("transport").
Konstrukcja samolotu bazowała na wcześniejszych modelach Douglas Aircraft Company. Był to konwencjonalny, jednosilnikowy dwupłat z dwuosobową załogą w otwartym kokpicie i kabiną pasażerską służącą też jako ładownia. C-1 mógł przewozić sześciu pasażerów lub około 2500 funtów (1100 kg) ładunku. Napędzany był silnikiem Liberty L-12 o mocy 435 KM. Zbudowano dziewięć egzemplarzy pierwszej wersji C-1.
Druga wersja – C-1A – różniła się od pierwszej skrzynią biegów łączącą silnik ze śmigłem (która pozwalała na utrzymanie tych samych obrotów śmigła przy niższej prędkości silnika), szczegółami mocowania samego silnika i modyfikacjami ogona samolotu ułatwiającymi pilotaż – powstał tylko jeden samolot tej wersji przebudowany z C-1.
Planowana wersja C-1B nie weszła nigdy do produkcji. W wersji C-1C powiększono rozpiętość skrzydeł o ponad 1 metr i przedłużono nieco kadłub. W 1926 roku zamówiono dziesięć egzemplarzy tego samolotu, a rok później dodatkowych siedem. Maszyna służyła w armii amerykańskiej, aż do połowy lat 30.